# Správa železnic
Správa železnic, státní organizace (VKM: SŽCZ) je česká státní organizace, která hospodaří s železničními dráhami v majetku státu a plní funkci vlastníka a provozovatele dráhy ve smyslu zákona o dráhách, zajišťuje provozování, provozuschopnost, modernizaci a rozvoj železniční dopravní cesty. Také přiděluje kapacitu dopravní cesty na celostátní dráze a na regionálních drahách ve vlastnictví České republiky. Funkci zakladatele vykonává za stát Ministerstvo dopravy ČR.
Organizace vznikla k 1. lednu 2003 zákonem jako jedna ze dvou nástupnických organizací státní organizace České dráhy. Od svého vzniku až do prosince 2019 se jmenovala Správa železniční dopravní cesty, státní organizace (zkratka SŽDC, VKM: SŽDC). K 1. lednu 2020 byla přejmenována na Správu železnic.
Ve správě má celkem 9 400 km tratí. Správa železnic přijímá žádosti jednotlivých drážních dopravců, kteří chtějí na státních dráhách provozovat dopravu. Jednu trať může užívat i více dopravců, Správa železnic jim proto v souladu se zákonem přiděluje kapacitu dopravní cesty. Se svými 17 232 zaměstnanci (v roce 2021) je 6. největším zaměstnavatelem v Česku.[zdroj?]

## Historie

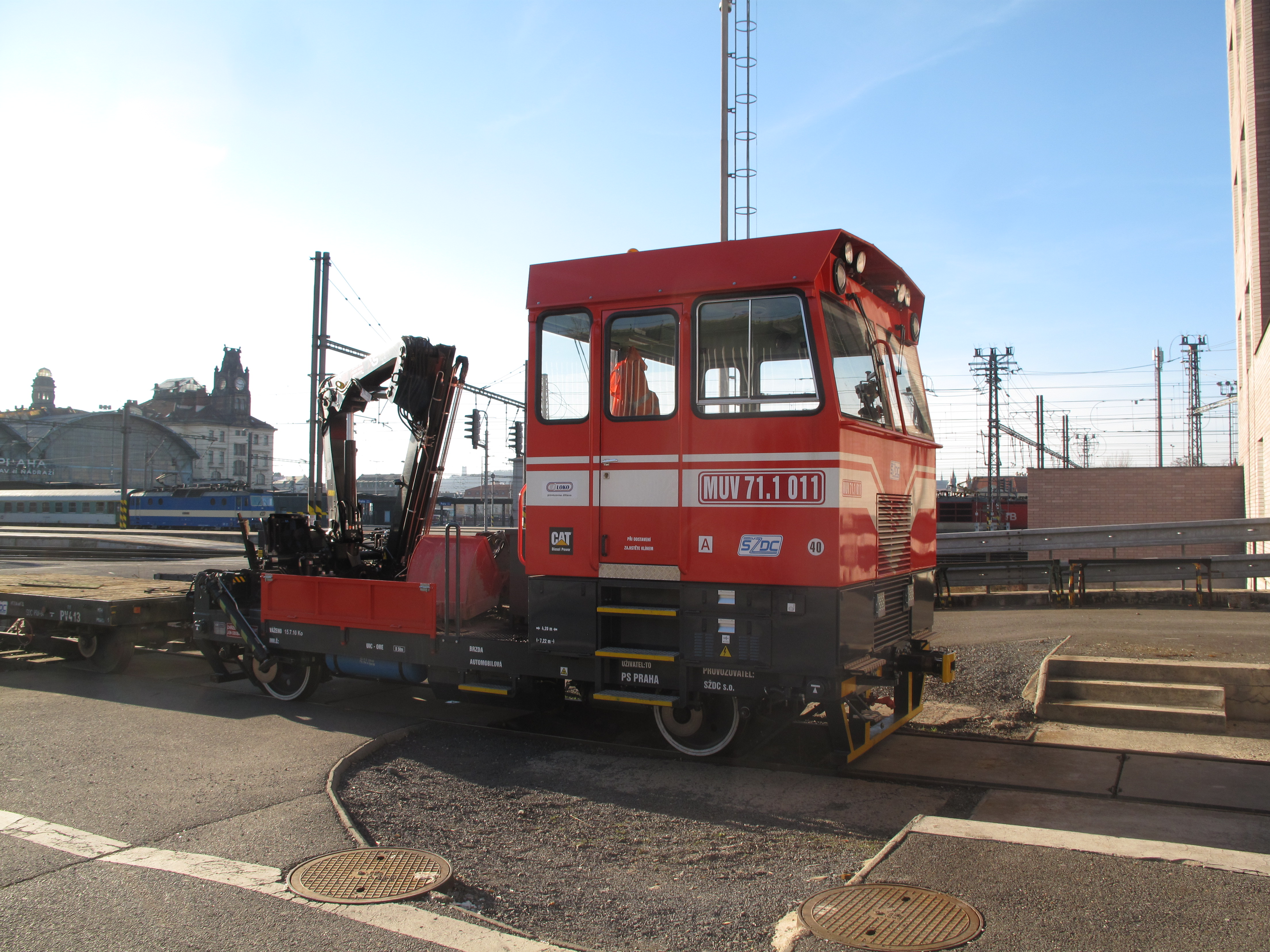
MUV 71 – drezína na údržbu tratí

Organizace vznikla k 1. lednu 2003 zákonem č. 77/2002 Sb. jako jedna ze dvou nástupnických organizací státní organizace České dráhy.
Podle tohoto zákona byl k 1. lednu 2003 majetek dosavadní státní organizace ČD rozdělen mezi novou akciovou společnost ČD a státní organizaci SŽDC tak, že SŽDC spravovala kromě vlastní trati (kolejiště) mimo jiné železniční zastávky a dále nástupiště v železničních stanicích (s výjimkou 1. perónů, pokud tyto byly spojeny s výpravní budovou). ČD a.s. však zůstaly vlastníkem některých nemovitostí, které jsou součástí dráhy nebo s ní souvisejí, zejména některých nádražních a provozní budovy v areálech železničních stanic a pozemků v areálech železničních stanic, ojediněle i pod širou tratí.
Od 1. ledna 2003 do 30. června 2008 SŽDC vykonávala pouze správu a údržbu drah, ale neprovozovala je. Některé činnosti si však objednávala u subdodavatelů, a to včetně Českých drah a.s.
K 1. lednu 2020 byla novelizačním zákonem č. 367/2019 Sb. přejmenována na Správu železnic.

## Symbol a název

Původní logo SŽDC

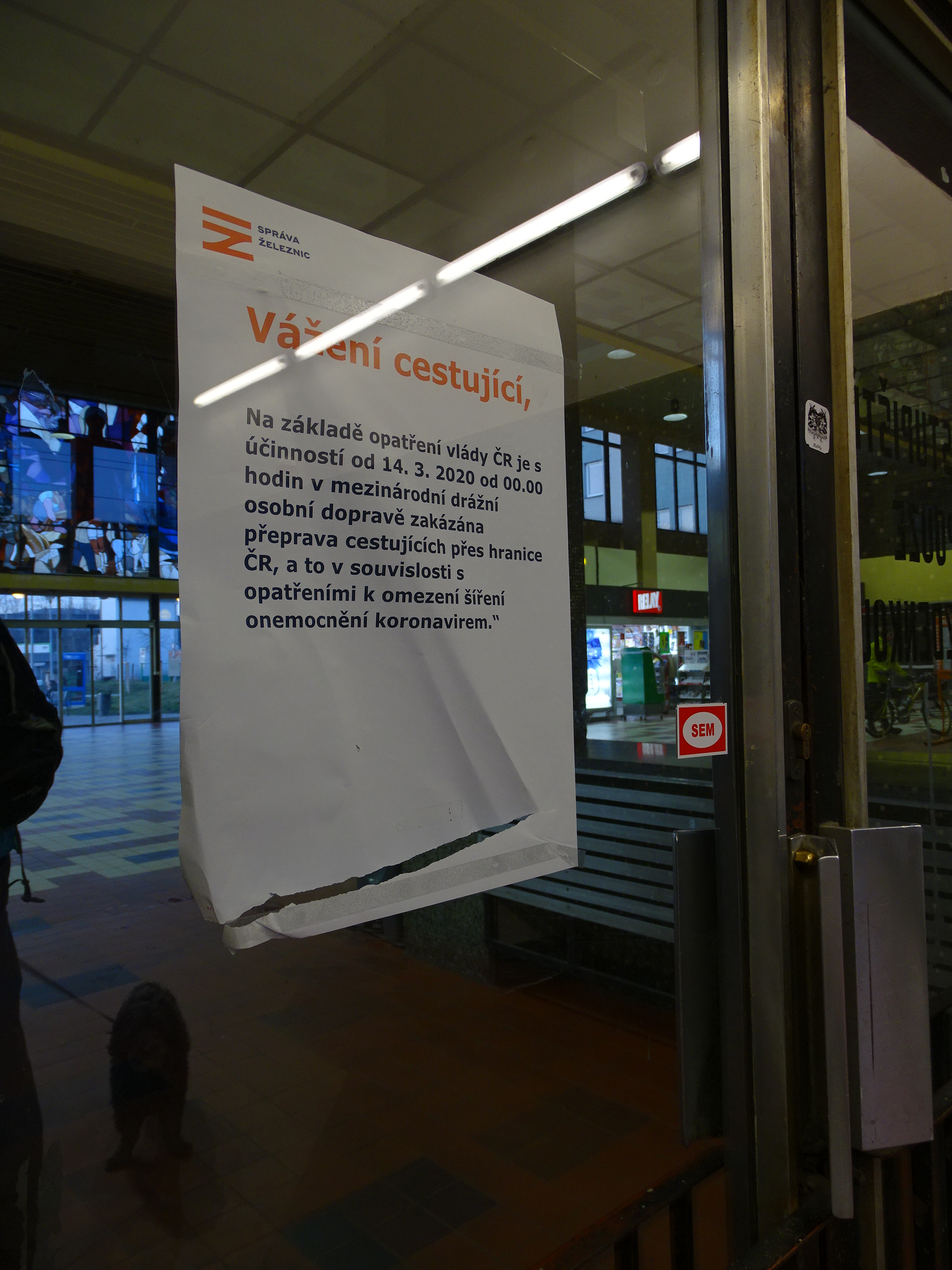
Grafika informačních materiálů Správy železnic

Původní logo tehdejší SŽDC bylo tvořeno stylizovanou orámovanou zkratkou SŽDC, kde písmeno Ž je prodlouženo jako znázornění koleje s dvěma ostrými oblouky; základní provedení loga je tvořeno modrým písmem na bílém podkladu.
Několikrát se objevily návrhy na přejmenování organizace. V roce 2011 ředitel tehdejší SŽDC Pavel Habarta prosazoval označení Česká železnice, pro něž nechal zpracovat i logo. Toto označení však mělo být jen marketingovou značkou, se změnou zákona se nepočítalo. Záměr se ale neujal. Logo s názvem Česká železnice vytvořilo pražské studio Dynamo design a nechalo si jej zaregistrovat na Úřadu průmyslového vlastnictví. Tehdejší vedení SŽDC zastoupené Pavlem Habartou tento návrh vybralo ve výběrovém řízení, akceptovalo a zaplatilo za něj 600 000 Kč. Nové vedení se rozhodlo nové logo nepoužívat, což odůvodnilo podobností s logem maďarských železnic. Logo bylo prezentováno v podobě modré vlajky (obdélníkové podkladové plochy) kde v levé části je bílý kruh, jímž procházejí dvě souběžné vodorovné červené čáry (údajně stylizace okřídleného kola), a v pravé části slova „česká železnice“ psaná velkými bílými písmeny v jednom řádku. Studio se k údajné podobnosti vyjádřilo, že opakování motivů a jejich podobnost v rámci daného odvětví nemusí být na škodu, naopak je logickým vyústěním působnosti firmy, a že se s bývalým vedením tehdejší SŽDC i patentovou zástupkyní shodlo na tom, že značky SŽDC a MÁV jsou nezaměnitelné a dostatečně rozlišitelné, což potvrdil i postup Úřadu průmyslového vlastnictví, který nové logo řádně zapsal.
V červnu 2017 bylo představeno další nové logo, které mělo platit od 1. ledna 2018. které připomíná schéma trojice souběžných kolejí, z nichž dolní dvě jsou propojeny kolejovou spojkou, takže celé schéma připomíná písmeno Ž jako zkratku slova Železnice, a to v oranžové barvě. Toto logo může být doplněnou tmavě modrou zkratkou SŽDC nebo celým názvem organizace. SŽDC za logo, manuál a vizuální styl studiu Marvil zaplatila 1,9 milionů korun a začalo být využíváno od 1. února 2019. Od roku 2020 je logo používáno s novým názvem organizace a to Správa železnic.
Člen správní rady tehdejší SŽDC a poslanec za ANO Martin Kolovratník na jaře 2019 podal pozměňovací návrh k projednávané novele zákona o drahách, jímž navrhl název Správa železnic. Podle pozdějších informací návrh oficiálně podal jeho stranický kolega Milan Feranec. Toto označení bylo už běžně užíváno jako zkrácený název organizace. Hospodářský výbor sněmovny návrh prozatím odmítl s tím, že požaduje vyčíslení nákladů na přejmenování. 13. září 2019 poslanecká sněmovna v rámci projednávání novely zákona o dráhách pozměňovací návrh i s novelou zákona schválila. Změnu názvu podpořil i ministr dopravy Vladimír Kremlík. Navrhovatel Milan Feranec změnu odůvodňoval tím, že původní název je krkolomný, často komolený, a už se přežil, a důležitostí organizace, která v době vzniku měla jen 170 zaměstnanců, ale aktuálně jich má 17 tisíc a je tak nejdůležitější organizací na železnici.
Schválený novelizační zákon vyšel pod číslem 367/2019 Sb. a změna jména vstoupila v platnost 1. ledna 2020. Ke změně domény a vizuální komunikace mělo dojít v průběhu roku 2020. V tiskové zprávě ze 7. ledna 2020 organizace oznámila, že „dojde k dočasnému souběhu existence jak původního, tak nového názvu organizace“, přičemž délku přechodného období pro „obměnu všech prezentačních materiálů“ tato tisková zpráva nijak nespecifikovala.
V tiskové zprávě ze 7. ledna 2020 přitom Správa železnic uvedla, že „při označení názvu naší organizace lze použít pouze dvě varianty, a to: Správa železnic, státní organizace, a Správa železnic. Žádné jiné názvy, především však používání jakýchkoli zkratek, nebylo dovoleno.“ Tuto formulaci rozeslala tisková mluvčí Radka Pistoriusová i médiím, které doporučení poruší. Zákaz používání zkratky SŽ zdůraznil na železniční konferenci v Týně nad Vltavou i manažer Správy železnic Roman Štěrba a zákaz zdůvodnil možnou záměnou se slovinskou společností Slovenske železnice.
Organizace však zkratku SŽ sama používala, například v označení interního pokynu náměstka generálního ředitele pro řízení provozu Miroslava Jasenčáka z ledna 2020 a též nejméně osmkrát v jeho textu, například ve spojení „zaměstnanci SŽ“. Deník Zdopravy.cz se 18. ledna 2020 rozhodl „zákaz“ rovněž nerespektovat a v souladu s novinářskými pravidly a pravidly Ústavu pro jazyk český zkratku SŽ vnímá jako běžnou iniciálovou zkratku typu ČR nebo ČD a domnívá se, že v českém kontextu záměna se slovinskými drahami nehrozí. V květnu 2020 mluvčí Kateřina Šubová upřesnila, že zkratka je povolena v případech, kdy jde o vnitřní předpisy, číslo jednací nebo v textech, kde je zkratka zavedena, například „…Správa železnic, státní organizace (dále jen ‚SŽ‘)“.
6. května 2020 byl oficiálně zveřejněn nový kód držitele vozidla, a to SŽCZ.
V květnu 2020 Správa železnic zaplatila utajované osobě celkem 55 tisíc korun za domény spravazeleznic.cz a sprava-zeleznic.cz. S odvolávkou na to, že prodávající údajně jednal jako fyzická osoba bez vazby na podnikatelskou činnost, Správa železnic smlouvu nezveřejnila v registru smluv a nezveřejnila ani „iniciály“ (míněny zřejmě nacionále) této osoby. Správa železnic si souběžně zaregistrovala i domény sprava-zeleznic.eu, com, org; spravazeleznic.eu, com, org; szso.cz a szso.eu. Dosud hlavní doménu szdc.cz chtěla postupně utlumovat, ale ponechat si ji ve vlastnictví.

## Správa drah

### Spory o nerentabilní tratě
Ministerstvo dopravy pod vedením Pavla Dobeše nejprve přislíbilo nabídnout 11 nevyužívaných regionálních tratí k bezplatnému převodu obcím, po několika týdnech však místo toho nabídlo tratě k prodeji za odhadní cenu, která byla pro obce nedostupná. Ministerstvo dopravy v návrhu vládě rovněž odmítlo možnost pronájmu těchto tratí. Toto rozhodnutí se stalo předmětem kritiky ze strany Sdružení železničních společností. Hejtman Plzeňského kraje Milan Chovanec vyjádřil obavu, že návrh ministerstva dopravy je pouhým zastíracím manévrem, který míří k faktickému zrušení těchto železnic. Podle Chovance též hrozilo, že budoucí vlastníci vytrhají a zpeněží koleje a následně zkrachují, přičemž sanace zbytku železničního tělesa by zůstala na veřejných rozpočtech. Začátkem března 2012 vláda rozhodnutí o prodeji těchto tratí odložila a zadala ministru dopravy Pavlu Dobešovi vypracovat alternativní řešení, například možnost jejich převodu na obce, svazky obcí nebo kraje tak, aby převedení tratí nebylo v rozporu se soutěžním právem Evropské unie.
V roce 2012 SŽDC razantně zvýšilo poplatek zejména za používání méně frekventovaných tratí, a to až na osminásobek. Na hlavních trasách stoupla cena za ujetý kilometr z 5 Kč asi na 7 Kč, na tratích s méně častým provozem (asi na 40 místních tratích či úsecích) z 5 Kč až na 43,60 Kč. Na tratích, kde byla doprava kraji objednávána jen sezónně, platila vyšší cena jen mimo provozní sezónu. Pro nepravidelné spoje změna platila od 1. ledna 2012, pro ostatní osobní vlaky od 1. července 2012. Podle menších dopravců to mělo znamenat především konec turistických vlaků, prázdninových spojů nebo občasných výletních jízd. Podle ředitele KŽC Doprava je toto 900% zdražení trestem pro vlaky, které nejsou objednány výlučně krajskými úřady nebo ministerstvem dopravy a povede k likvidaci regionální železniční dopravy. SŽDC rozhodnutí zdůvodnila tím, že jí málo používané tratě přinášejí mimořádné náklady. Na elektrizovaných tratích SŽDC nově zavedla tzv. ekologický koeficient, který na nich znevýhodňuje dieselovou trakci. Pro České dráhy tyto změny sazeb představovaly nárůst nákladů o asi 300 milionů Kč ročně.

### Převod stanic
Podle zákona 77/2002 Sb. byl k 1. lednu 2003 majetek dosavadní státní organizace ČD rozdělen mezi novou akciovou společnost ČD a státní organizaci SŽDC tak, že SŽDC spravovala mimo jiné železniční zastávky a dále nástupiště v železničních stanicích (s výjimkou 1. perónů, pokud jsou tyto spojeny s výpravní budovou). ČD a.s. byla však také vlastníkem některých nemovitostí, které byly součástí dráhy nebo s ní souvisely, zejména některých nádražních a provozních budov v areálech železničních stanic a pozemků v areálech železničních stanic, ojediněle i pod širou tratí. Stav, kdy některé součásti dráhy, zejména staniční budovy, nepatří vlastníkovi dráhy, s nímž vstupují do vztahu dopravci, se stal problematickým zejména s postupující liberalizací osobní železniční dopravy a vstupem nových dopravců. Proti takovému stavu směřovala i připravovaná legislativa EU, konkrétně tzv. 4. železniční balíček, který v čl. 7 vyhlašuje neslučitelnost nesení a výkonu některých práv a povinností provozovatele dráhy a dopravce totožnou osobou. Ministerstvo dopravy ve svém návrhu konstatovalo, že z důvodu výkonu práv a plnění povinností vlastníka dráhy je vhodné v případě drah vlastněných státem soustředit u jednoho subjektu vlastnické právo ke všem součástem železniční dráhy. V letech 2008–2011 byly z ČD na SŽDC převedeny činnosti související s provozováním dráhy včetně zaměstnanců a části majetku, staniční budovy však převedeny nebyly.
Ministerstvo dopravy v červnu 2013 zveřejnilo materiál „Převod nádraží z majetku ČD, a.s. do majetku státu s
právem hospodařit pro SŽDC, s.o.“, připravený k projednání v Poradě ekonomických ministrů. Tento záměr předpokládal převod k 1. lednu 2014, avšak cca 9 měsíců od rozhodnutí. Konkrétní vymezení převáděného majetku údajně nebylo v té době zatím provedeno, ačkoliv materiál obsahoval indikativní odhad ceny majetku navrženého k převodu, mechanicky propočtený na základě plochy budov a pozemků na základě hrubého odhadu potřebné části z celkových ploch nemovitostí. Převádět se měly nemovitosti určené pro poskytování služeb dopravcům a jejich cestujícím, tedy veřejně přístupné prostory, k jejichž provozování se vztahují povinnosti vlastníka dráhy vyplývající z právních předpisů. V širším smyslu k nim příslušely též logicky náležející pozemky, tedy pozemky pod vlastní budovou a pozemky rozšiřující její funkce, například přístupové cesty, parkoviště, stanoviště MHD atp. Ostatní zbytný majetek měly ČD prodávat vlastními silami. Materiál předpokládal, že počet železničních stanic bude redukován, přičemž některé ekonomicky nerentabilní dopravny mohly být převedeny do správy a užívání, případně i do vlastnictví, obcím nebo externím subjektům a některé stanice by byly změněny na zastávky. Současně mělo být převedeno asi 470–500 zaměstnanců zabývajících se správou tohoto majetku a průřezovými činnostmi (například právními, personálními, požárními, ekologickými) a dalších zhruba 130 zaměstnanců, kteří v rámci osobní dopravy ČD vykonávali činnosti obsluhy nádraží (úschovny, úklid, provoz veřejně přístupných prostor). Podle návrhu mělo jít o převod celé agendy, tedy „části podniku“, nikoliv jen holého majetku. Proto měla být tato agenda ještě před převodem v Českých drahách soustředěna do společné organizační složky nazvané „Železniční stanice“, která by zajišťovala jak provozuschopnost příslušné části železniční dopravní cesty, tak povinnosti vlastníka, správce a provozovatele železničních stanic. K převodu tohoto majetku a činností z ČD na SŽDC nebyly podle ministerského materiálu nutné úpravy legislativy.
Vzhledem k tomu, že České dráhy byly akciovou společností, nešlo majetek převádět bezúplatně, ale podle návrhu ministerstva by měla SŽDC odkoupit od Českých drah část podniku. Předběžný indikativní odhad v materiálu ministerstva činil cca 6,5 mld. Kč. Vzhledem k výši ceny a možnostem státního rozpočtu materiál předpokládal prodej na splátky, proto ministerstvo zažádalo v rámci přípravy rozpočtu a střednědobého výhledu rozpočtu o přidělení částky 1,5 mld. Kč pro rok 2014 a pro následující roky. Ministerstvo v materiálu upozornilo, že je nutné zajistit, aby nebylo možné platbu napadnout jako poskytnutí veřejné podpory, a proto považovalo za nutné postup konzultovat s ÚOHS, resp. Evropskou komisí (notifikace z důvodu právní jistoty).
Podle informace z počátku října 2014 České dráhy připravily veškeré náležitosti nutné k převodu, což mělo umožnit, aby byl návrh ministerstva postoupen vládě. První etapa měla zahrnovat převod budov a pozemků pod nimi za cenu kolem 5 miliard Kč, druhá etapa se týkala převodu pozemků pod kolejišti, vyžadovala předchozí úpravy vymezení parcel a cena byla odhadována až na 2 miliardy Kč. Podezření z nedovolené státní podpory Českých drah měla na podnět ostatních dopravců posoudit Evropská komise a případně Úřad pro ochranu hospodářské soutěže. Problematický byl převod budov, které České dráhy spoluvlastnily s developerskými společnostmi, například smíchovské, holešovické a Masarykovo nádraží v Praze nebo hlavní nádraží v Brně, na základě nevypověditelných smluv se skupinou Penta z let 2004–2006.
Předpokládalo se, že provoz stanic bude financován ze tří zdrojů: z komerčních výnosů (nájemného), ze staničního poplatku od dopravců a z dotací (příspěvku na provozuschopnost). Investice měly být financovány prostřednictvím SFDI, případně s využitím strukturálních fondů EU, což mělo být převodem majetku na státní organizaci usnadněno, protože čerpání dotací na majetek ve vlastnictví akciové společnosti bylo komplikované.
Řídicí výbor Českých drah, složený ze zástupců ministerstev, 4. února 2016 vyjádřil souhlas s převodem nádraží na Správu železniční dopravní cesty a uložil představenstvu, aby pokračovalo v přípravě převodu, jestliže to bude pro akciovou společnost ČD ekonomicky výhodné i s ohledem na budoucí strategii rozvoje společnosti. Rozhodnutí podléhalo ještě schválení dozorčí radou a představenstvem ČD, v nichž nebyl názor na transakci jednotný. Vláda ČR již údajně transakci schválila. Ředitelka právního odboru ČD Daniela Kovalčíková zpracovala materiál s názvem Rizika převodu železničních stanic, v němž převod výrazně nedoporučovala. Záměru například vytýkala, že tržní hodnota stanic byla stanovena posudkem v roce 2015 a od té doby se změnila, a dále uváděla, že ČD tím ztratí konkurenční výhodu a stoupnou jí náklady, jde o vyvedení majetku ze společnosti bez restrukturalizačního projektu a transakce může vést též k předčasné splatnosti dluhopisů. ČD údajně původně počítaly s cenou 8 miliard korun, ale posudek znalců z PwC stanovil cenu lehce nad tři miliardy korun. Ministerstvo dopravy a SŽDC údajně počítaly s převodem k 1. dubnu 2016 a MF Dnes uváděla, že u nich ze zmíněného materiálu zavládlo zděšení. Odpůrcům převodu nádraží se hodila i žaloba RegioJetu, který prodej tzv. mrtvé dopravní cesty SŽDC napadal jako nedovolenou veřejnou podporu Českých drah.
K převodu nádraží došlo k 1. červenci 2016 na základě smlouvy podepsané 24. června 2016. Převedeno bylo 1569 nádražních budov a 1,385 milionu m² pozemků v bezmála 950 lokalitách osobních nádraží v hodnotě 3,31 miliardy korun včetně 316 zaměstnanců, kteří se o ně starali. Na rozdíl od Českých drah, které jako akciová společnost mohly mít opravy dotované z fondů EU maximálně ze 40 %, státní správce infrastruktury mohl dosáhnout až na 85procentní dotaci. SŽDC plánovala během prvních dvou měsíců provést inventarizaci nového majetku, která ještě mohla kupní cenu mírně změnit, a na první fázi oprav nádraží měla nachystanou zhruba miliardu Kč. Začít chtěla opravami, na které není třeba stavební povolení. Vytipována měla kolem 60 budov v nejkritičtějším stavu.
České dráhy plánovaly část peněz utržených za nádraží použít na snížení zadlužení a část na modernizaci provozu, například na modernizaci vlakových dep a opraven, nákup nových strojů a obecně na zlepšení pracovních podmínek zaměstnanců.
Převedeno nebylo pražské Masarykovo nádraží, kde nebyly vyřešeny vlastnické vztahy, a brněnské hlavní nádraží, kde nebyla dořešena otázka přesunu. Tato nádraží měla být součástí převodu dalšího balíku majetku. Otevřena zůstala otázka převodu některých prvních nástupišť ve stanicích, která rovněž nebyly součástí tohoto převodu, a pozemků pod kolejemi.
Za první rok správy vynaložila SŽDC do oprav, stavebních úprav nebo projektové přípravy přes 215 milionů korun. České dráhy neměly údajně v době převodu až na několik výjimek projekčně připravené žádné stavby, krom toho SŽDC měla jinou představu o rozsahu a charakteru rekonstrukcí. SŽDC se pochlubila novými budovami v Karlových Varech a České Lípě a proměnou budov v Kostomlatech nad Labem, Dobříši, Rakovníku a Náchodě. „V následujících letech“ podle ministerstva dopravy Dana Ťoka mělo být do budov nádraží investováno kolem 10 miliard Kč. Ještě v roce 2017 byly v plánu další opravy za bezmála 600 milionů Kč a dalších 57 milionů mělo jít na zahájení rozsáhlejších rekonstrukcí 7 nádraží. Na konci letních prázdnin 2017 chtěla SŽDC představit Program rekonstrukcí a revitalizací osobních nádraží pro rozmezí let 2018–2022.
Po druhém roce, v létě 2018, SŽDC odhad nákladů na opravy na první pětileté období zvýšila z 8,4 miliardy na více než 13 miliard korun.
Pro správu nádraží bylo v rámci organizační struktury vytvořeno 6 regionálních správ osobních nádraží (SON), a to v Praze, Plzni, Ústí nad Labem, Hradci Králové, Olomouci a Brně. Ty byly někdy kolem přelomu let 2017 a 2018 sloučeny s oblastními ředitelstvími.
SŽDC se snaží nevyužité nádražní budovy nabízet k pronájmu například státním a místním úřadům, policii, pro turistická informační centra atd.
Jedním z požadavků je zřizování parkovacích míst v okolí nádraží. Řešení bylo brzděno tím, že nebyly vypořádány všechny vlastnické vztahy s Českými drahami a plochy před nádražími tvořily prakticky poslední část dosud nepřevedeného majetku. O pozemcích pod kolejemi a nástupištích přilehlých k nádražním budovám, která nebyla součástí prodeje nádraží, se v létě 2018 stále ještě jednalo. Měl být vytvořen seznam všech nedohod a poté hledán kompromis. Nejsložitější bylo vyjednávání o pozemcích ve Středočeském a částečně v Jihomoravském kraji, kde byly pozemky lukrativnější, naopak v severních Čechách se SŽDC s ČD dokázala dohodnout na všem. Z hlediska ocenění ČD chtěly některé pozemky oceňovat jako stavební, zatímco SŽDC je považovala za specifické pozemky, se stavebními nesrovnatelné.
Pro případné demolice nepotřebných nádražních budov neměla SŽDC v létě 2018 žádnou metodiku a vždy se nejprve snažila takovou budovu prodat, což se prý i dařilo. Pro prodej SŽDC nevyužívala žádnou realitní kancelář, ale jen internet a kontakty místních řídicích pracovníků, kteří jednají s obcemi a spolky.
Možnost zavedení tzv. ošlapného, tedy poplatků od dopravců za využívání zázemí, v roce 2018 SŽDC analyzovala a připravovala jeho začlenění do prohlášení o dráze. To však mělo přijít na řadu až poté, co SŽDC získá od ČD pozemky pod kolejemi.

## Přidělování kapacity dopravní cesty

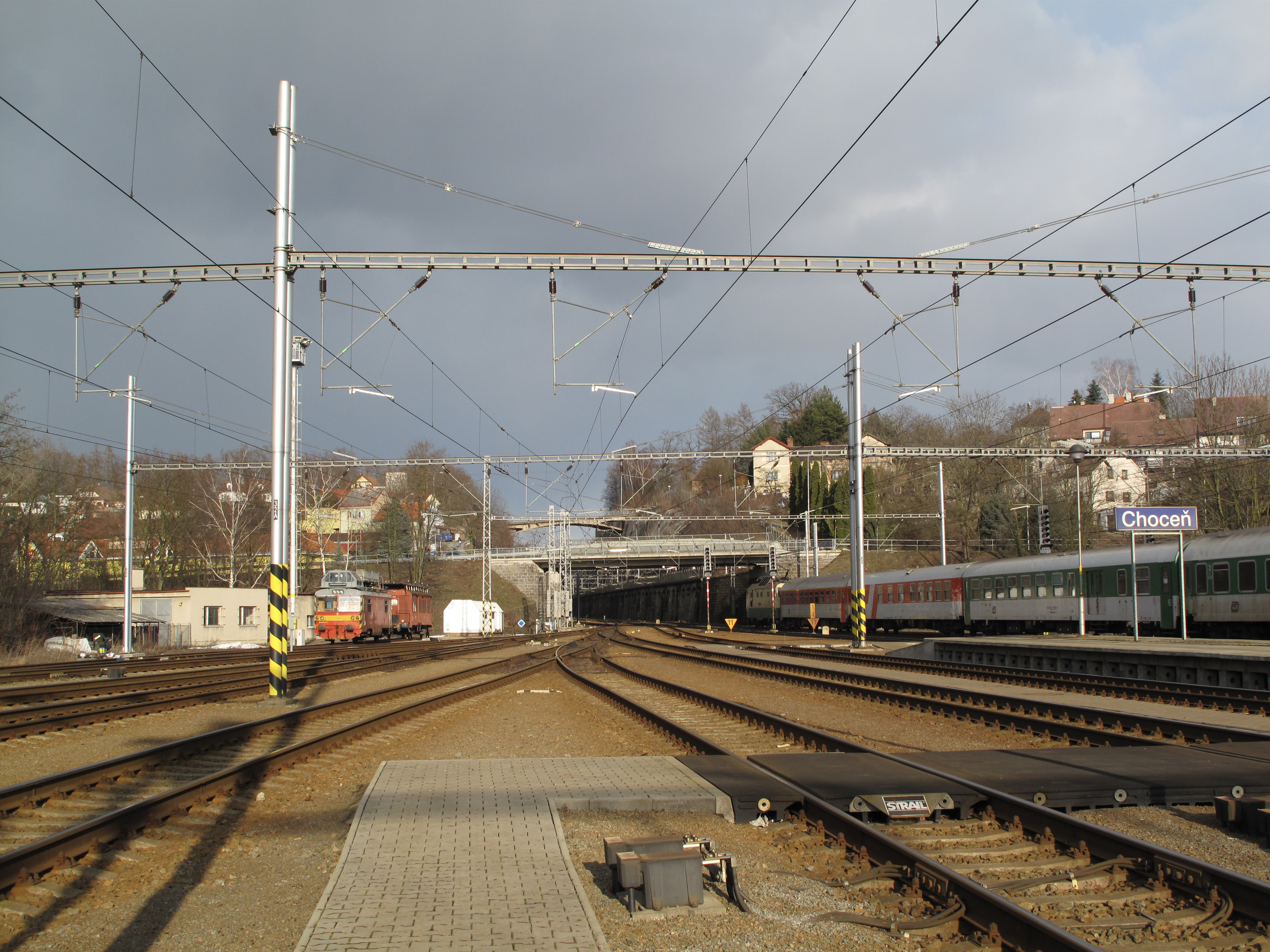
Modernizovaná stanice v Chocni

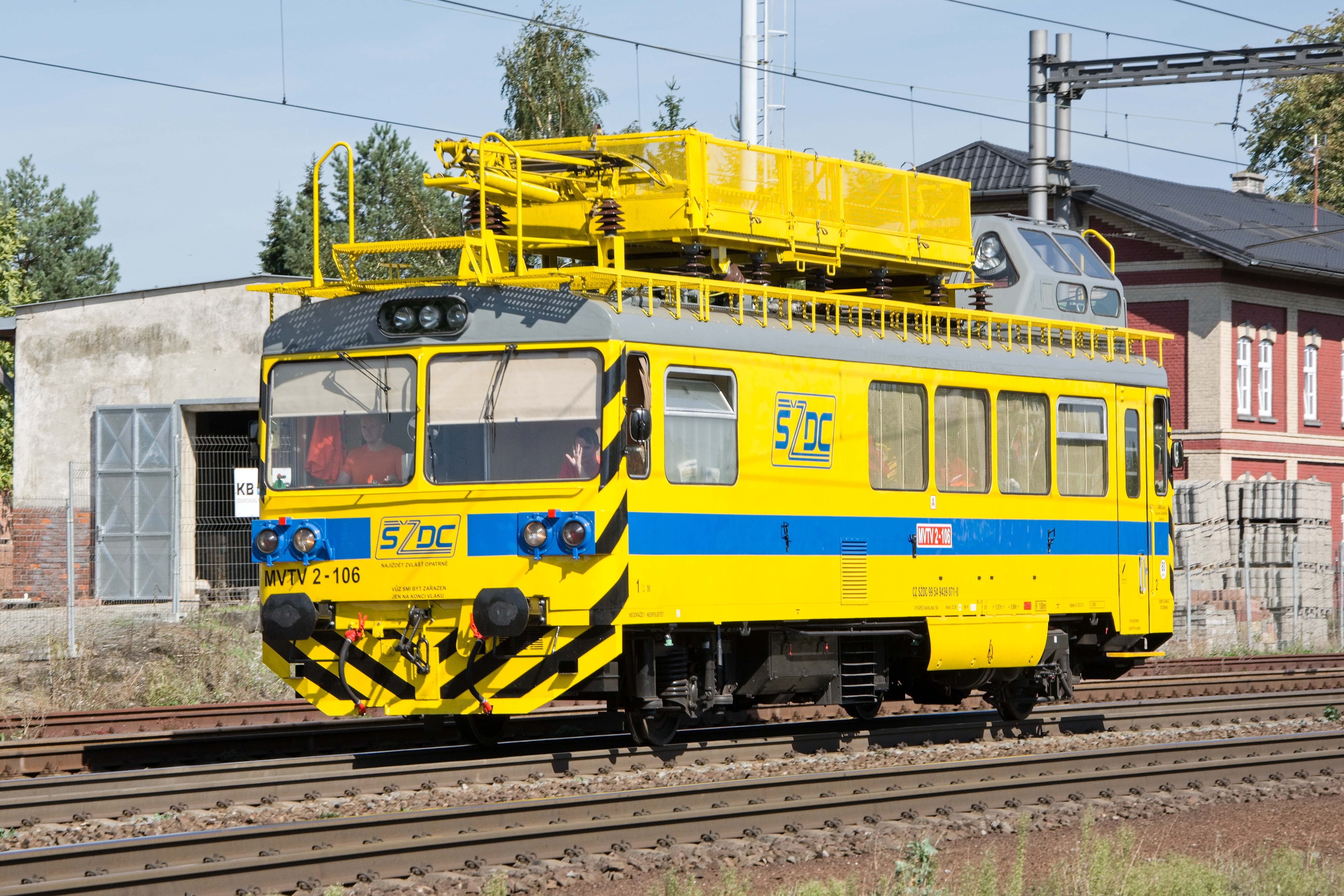
Montážní vůz trakčního vedení Správy železniční dopravní cesty

Správa železnic přijímá žádosti drážních dopravců, kteří chtějí na státních dráhách provozovat dopravu. Jednu trať může užívat i více dopravců, Správa železnic jim proto v souladu se zákonem přiděluje kapacitu dopravní cesty. Drážní dopravu na státních železničních dráhách provozuje 109 dopravců (stav v závěru roku 2019). Kromě Českých drah (osobní doprava) a ČD Cargo (nákladní doprava) jsou to například PKP Cargo International, Unipetrol Doprava, Regiojet, METRANS Rail, Leo Express nebo Arriva vlaky. Dopravce hradí vlastníkovi (správci) dopravní cesty poplatek za užívání dráhy. Maximální výše poplatku za použití dopravní cesty ve správě Správy železnic je stanovena cenovým výměrem Ministerstva financí.
Dotovanou dopravu si u dopravců objednává stát, kraje a obce (v samostatné působnosti) a sjednává ji s nimi v rámci tzv. závazku veřejné služby. Stát (prostřednictvím Ministerstva dopravy) objednává některé dálkové vlaky, kraje takzvanou základní dopravní obslužnost a obce takzvanou ostatní dopravní obslužnost. Takoví objednatelé mají povinnost uhradit dopravci prokazatelnou ztrátu vypočtenou podle zákona. Objednávat dopravu si u dopravců však mohou i další subjekty nebo ji dopravci mohou provozovat na vlastní náklady.
Zákon stanoví, v jakém předstihu musí dopravce zažádat o kapacitu dopravní cesty. V letech 2005 a 2006 se projevila nepružnost tohoto systému, když dopravci, kteří zvítězili v některých výběrových řízeních na provozování dopravy v rámci závazku veřejné služby, již nedostali včas přidělenou kapacitu dopravní cesty, protože termín plánovaného převzetí dopravy neumožňoval po skončení výběrového řízení včasné požádání žádosti o kapacitu dopravní cesty. Kritici poukazují na to, že Správa železnic a České dráhy jsou z minulosti zájmově provázané a že Správa železnic má takto možnost postupovat vstřícněji vůči Českým drahám a ztěžovat jejich konkurentům vstup na dopravní trh.
Správa železnic několikrát odmítla přidělit dopravci kapacitu dopravní cesty, přestože byla kapacita dostatečná. V roce 2011 nedostalo kapacitu několik dopravců, kteří chtěli provozovat výletní osobní dopravu na lokálních tratích bez pravidelného provozu, které má správa v úmyslu zrušit, přestože tito dopravci mají o kapacitu zájem. Podle Drážního úřadu je však Správa železnic i tehdy povinna kapacitu poskytnout.
K 1. dubnu 2017 byl zřízen Úřad pro přístup k dopravní infrastruktuře, která má mimo jiné dohlížet na zákonnost procesu přidělování kapacity dopravní cesty. Poté, co předseda tohoto úřadu Pavel Kodym upozornil Evropskou komisi, že Česká republika prostřednictvím ministerstva dopravy připravuje další zvýhodnění Českých drah formou odkoupení pozemků pod nádražími pro Správu železnic, ministr dopravy Martin Kupka 15. února 2023 stáhl návrh na jeho jmenování pro další funkční období a místo toho o týden později podal vládě návrh na zrušení tohoto úřadu a převedení jeho působnosti na Úřad pro ochranu hospodářské soutěže.

## Provozování drah

### Stav do 30. 6. 2008
SŽDC objednávala u dalších společností provozování státních drah. Každá dráha má určeného jednoho provozovatele. Provozování dráhy spočívá zejména v její technicko-provozní obsluze a organizování (řízení) železniční dopravy, zaměstnanci provozovatele dráhy jsou tedy například výpravčí a další personál železničních stanic. Provozovateli většiny (9 444 km) státních železničních drah v České republice byly České dráhy a. s., několik krátkých regionálních tratí pak provozovaly jiné společnosti – Viamont (37 km), OKD, Doprava (20 km) a Klub přátel lokálky (5 km). České dráhy a SŽDC měly smlouvu, podle které ČD navíc zajišťovaly i údržbu drah. Úhrada ČD za tyto činnosti pak svou výší odpovídala poplatku, který ČD platily SŽDC za používání dopravní cesty.[zdroj?]

### Stav od 1. 7. 2008
4. prosince 2007 Topolánkova vláda rozhodla, že od 1. dubna 2008 má být funkce provozovatele dráhy pro celostátní dráhu i regionální dráhy vlastněné státem převedena z Českých drah na SŽDC, včetně výkonných útvarů a činností.
Novelizovaný zákon č. 77/2002 Sb. přesunul k 1. červenci 2008 některé činnosti z Českých drah na Správu železniční dopravní cesty. Šlo například o údržbu tratí či vydávání jízdního řádu. Tímto krokem byly posíleny rovné konkurenční podmínky pro všechny dopravce. Oficiálně se od uvedeného data stala SŽDC provozovatelem dráhy, samotné řízení provozu výpravčími a dispečery však zůstalo ještě v rukou dopravce České dráhy.

### Stav od 1. 9. 2011

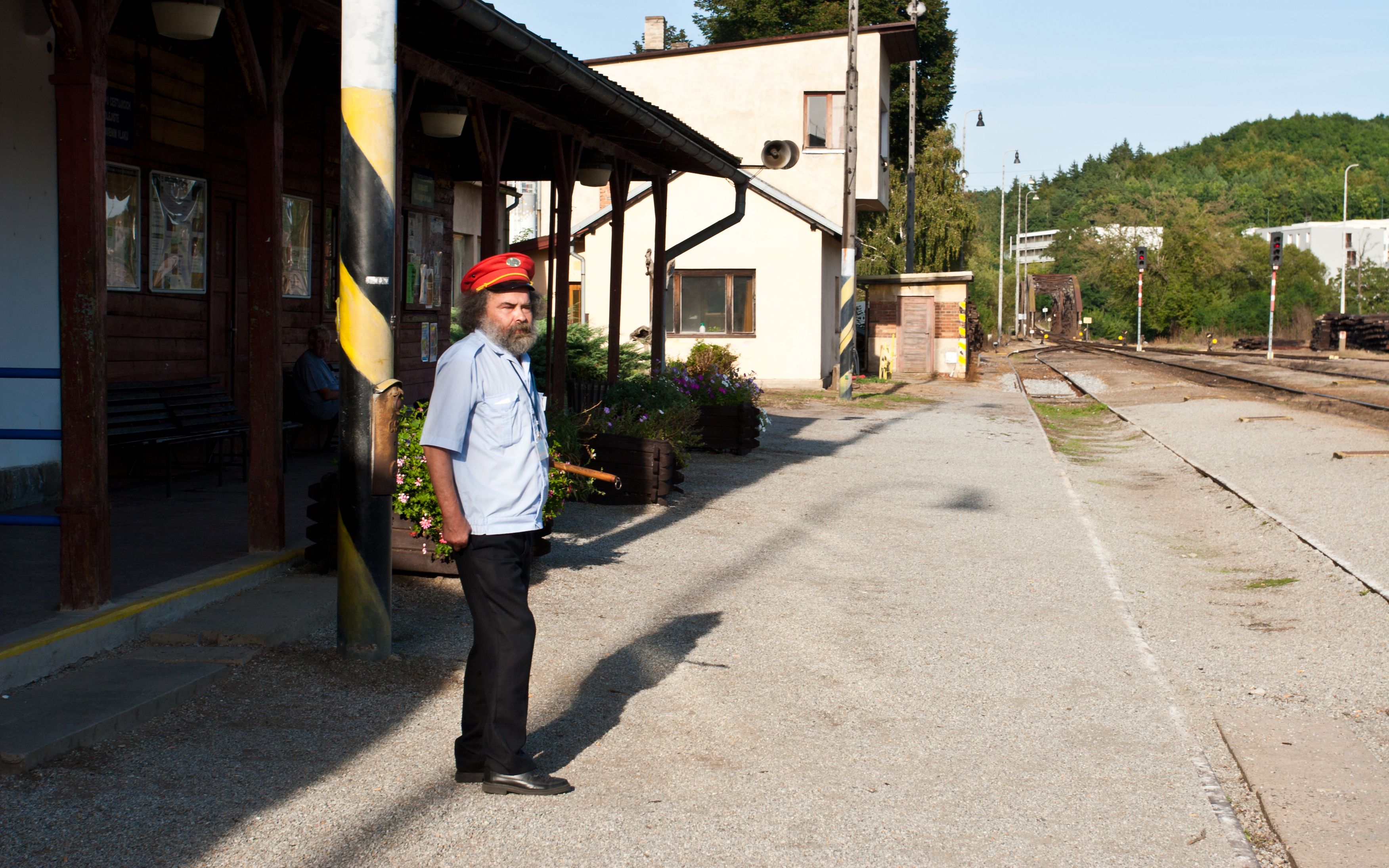
Výpravčí Správy železniční dopravní cesty v Týnci nad Sázavou

16. prosince 2010 vláda Petra Nečase na návrh ministra dopravy Víta Bárty rozhodla oddělit i řízení provozu a infrastrukturu od Českých drah. Zhruba 9500 (koncem srpna upřesněno na 9214) zaměstnanců řízení provozu přešlo z Českých drah pod SŽDC. Jednalo se o výpravčí, signalisty, hradlaře, hláskaře, závoráře aj.
K 31. prosinci 2011 bylo u SŽDC s. o. zaměstnáno 17 765 zaměstnanců.
Začátkem roku 2012 byla připravována smlouva o majetkovém vyrovnání s Českými drahami a diskutovalo se i o scénáři, jak by SŽDC mělo převzít staniční budovy.

## Prodej jízdních dokladů
Na více než 160 stanicích a zastávkách SŽDC zajišťovala na základě smlouvy s dopravcem o nevýhradním obchodním zastoupení prodej jízdních dokladů. Službu SŽDC nabízela pouze do konce platnosti jízdního řádu 2019, tj. do 7. prosince 2019. Smlouva zajišťovala možnost uzavření pokladny vždy 5 minut před příjezdem vlaku, přičemž vybavení prodejního místa technickým zařízením pro výdej a tisk jízdenek a proškolení, přezkoušení a udržení odborné způsobilosti zaměstnanců SŽDC zajišťoval na své náklady dopravce. Úplata za prodej činila 6,5 % z dosažené tržby. V rámci této činnosti SŽDC zajišťovala i ověřování a potvrzování žákovských a studentských průkazek a přijímání a evidenci přeprav osob s omezenou schopností orientace a pohybu. Naopak SŽDC neprováděla rezervaci a předrezervaci jízdních dokladů, výdeje In karet a přijímání žádostí o ně, prodej kilometrické banky, vyřizování reklamací (návratek jízdného), úhrady hlášenek (pokuty, přirážky), přijímání žádostí cestujících o odškodnění, přijímání a evidenci přeprav skupin cestujících, prodej losů a reklamních předmětů a realizaci plateb v cizích měnách.

## Financování
V roce 2010 dosáhly příjmy z úhrady za použití železniční dopravní cesty 4,3 miliardy korun, což nepostačovalo ani na úhradu osobních nákladů ve výši 4,6 miliardy korun. Klíčovou položkou v rozpočtu umožňující provozování a údržbu železniční dopravní cesty tak byly dotace ze Státního fondu dopravní infrastruktury (8,2 miliardy korun) a státního rozpočtu (1,8 miliardy korun). Z veřejných zdrojů byla financována i modernizace a rozvoj železniční dopravní cesty, SFDI poskytl 14 miliard korun, fondy EU dalších 0,8 miliardy korun.
Za rok 2011 organizace poprvé za dobu své existence vykázala zisk, a to ve výši asi 2 miliardy Kč. V roce 2010 skončila se schodkem 1,5 miliardy korun. V příjmech figuruje státní dotace, která v roce 2010 činila kolem 17,5 miliardy Kč, v roce 2011 asi 19 miliard Kč a v roce 2012 má činit 24 miliard Kč, z toho asi 20 miliard ze SFDI na investičních dotacích a další 4 miliardy ze státního rozpočtu na neinvestičních dotacích.

## Vedení
Bývalý generální ředitel SŽDC Jan Komárek byl v únoru 2012 byl obžalován kvůli uzavření nevýhodných smluv v prosinci 2008 na nákup elektrické energie pro roky 2010 a 2011 za pokus trestného činu porušení povinnosti při správě cizího majetku, hrozící škoda byla vyčíslena na 439 milionů Kč. Ředitel uzavřel smlouvu za fixní cenu elektřiny, ale reálná cena poté kvůli krizi prudce klesla, takže ČD a ČD Cargo odmítaly tuto elektřinu za vyšší cenu od SŽDC odebírat.
Za působení ministra dopravy Víta Bárty byl řízením organizace pověřen Pavel Habarta, který do funkce ředitele nebyl jmenován, protože mu chybí zákonem stanovená dostatečně dlouhá praxe v řízení železniční dopravy. On sám si na zasedání grémia Věcí veřejných podle serveru Euro.cz postěžoval, že nemá podporu ministra dopravy Pavla Dobeše a bojí se odvolání, ministr komunikoval s jeho podřízenými místo s ním. Současně s Habartou opustil funkci i náměstek generálního ředitele pro ekonomiku a člen Věcí veřejných Jiří Kohout. Na působení Pavla Habarty si stěžoval například odborářský funkcionář Jaromír Dušek. Protože reálně hrozilo například zpochybnění Habartou podepsaných smluv o čerpání evropských dotací, správní rada pod Duškovým tlakem po roce a půl Habartova působení vyhlásila výběrové řízení na generálního ředitele.
Dne 19. dubna 2012 zvolila správní rada SŽDC do funkce generálního ředitele SŽDC z 21 kandidátů Jiřího Koláře, člena představenstva Českých drah a. s. Ve své kandidátské vizi kladl důraz na komunikaci s dopravci i objednateli dopravy a důsledné čerpání evropských peněz.
Od 1. prosince roku 2008 byl členem správní rady SŽDC plzeňský podnikatel a „kmotr“ ODS Roman Jurečko.

### Generální ředitelé
| Č. | Jméno         | Od              | Do              | Poznámka        |
| -- | ------------- | --------------- | --------------- | --------------- |
| 1. | Jan Komárek   | 3. ledna 2003   | 30. září 2010   |                 |
| –  | Pavel Habarta | 1. října 2010   | 19. dubna 2012  | pověřen řízením |
| 2. | Jiří Kolář    | 19. dubna 2012  | 31. května 2014 |                 |
| 3. | Pavel Surý    | 1. června 2014  | 28. února 2018  |                 |
| –  | Jiří Svoboda  | 1. března 2018  | 22. března 2018 | pověřen řízením |
| 4. | Jiří Svoboda  | 23. března 2018 | dosud           |                 |

## Vedení a organizační uspořádání

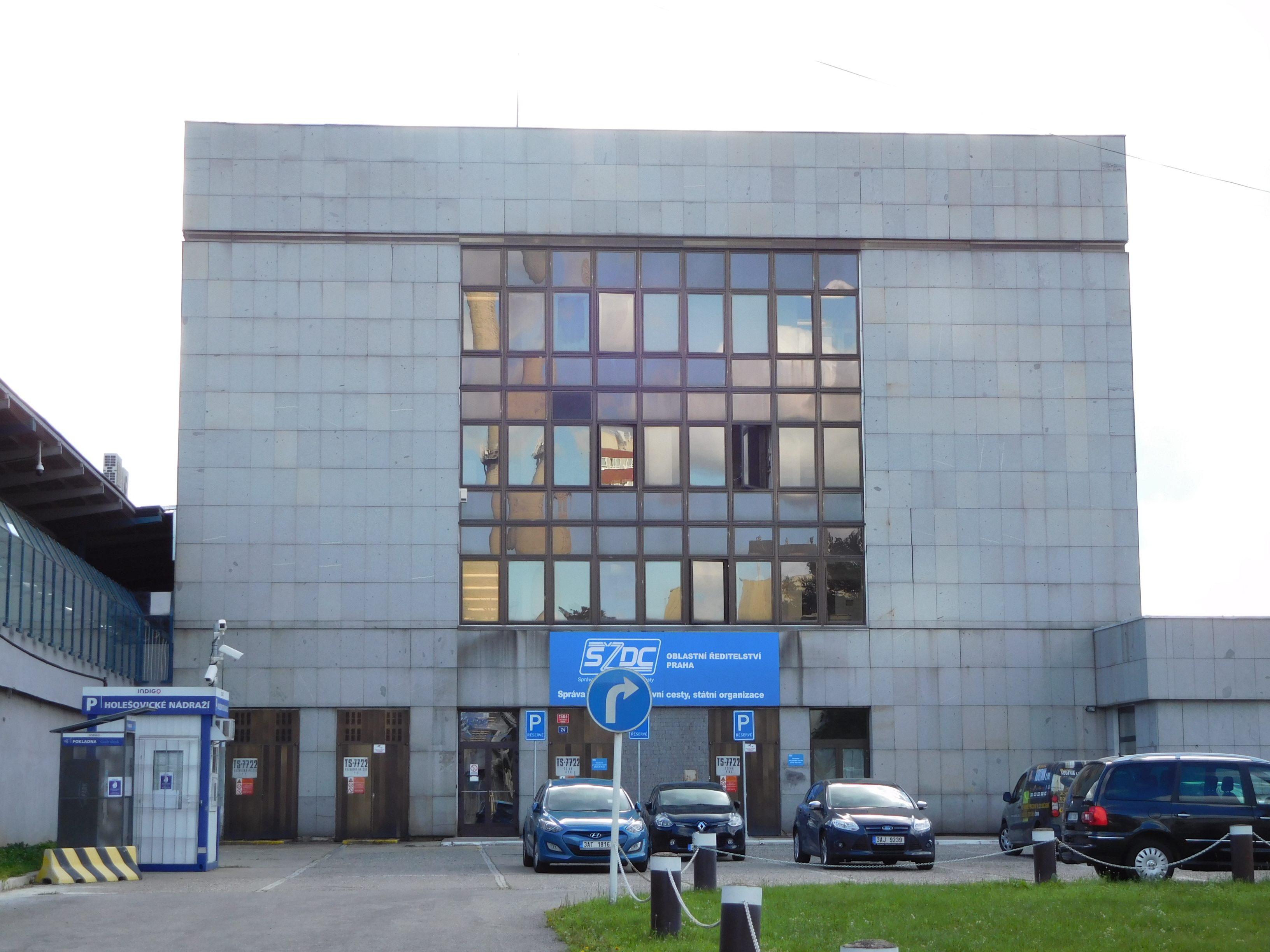
Oblastní ředitelství Praha

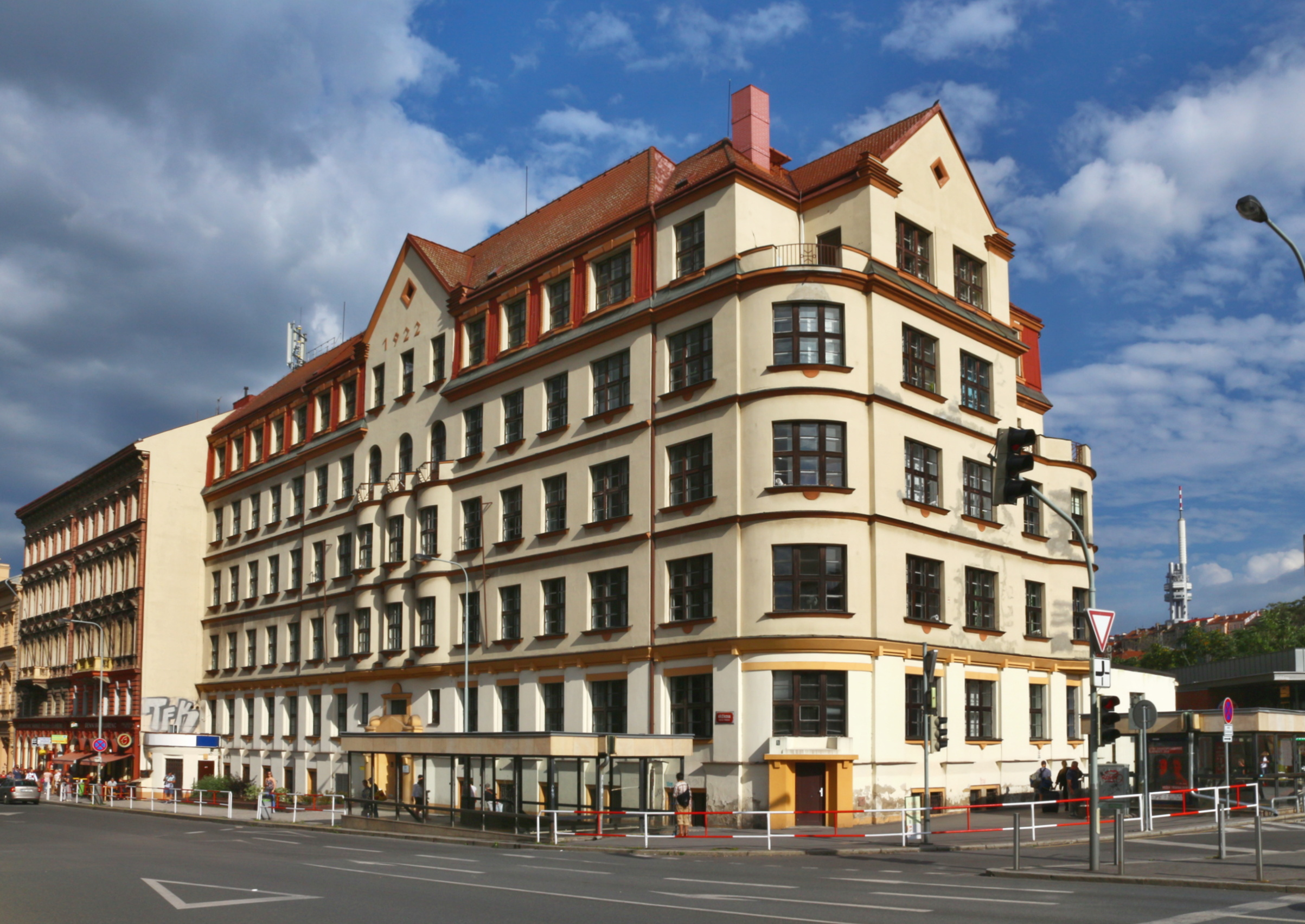
Jedna z budov generálního ředitelství Správy železnic na Praze 8 v Karlíně

V čele organizace je správní rada, které podléhá generální ředitel. Krom úseku podléhajícího přímo generálnímu řediteli (včetně oblastních ředitelstvích) se organizace člení do dalších čtyř úseků, podléhajících čtyřem náměstkům ředitele.

### Generální ředitelství Správy železnic
Hlavní sídlo organizace a generálního ředitelství se nachází v Dlážděné ulici na Praze 1. Některé úseky, odbory či oddělení sídlí také v budově v ulici Křižíkova na Praze 8. Některé útvary generálního ředitelství mají dislokovaná pracoviště i v jiných budovách po celé ČR. 
Do budoucna se plánuje výstavba nového většího sídla organizace tzv. „Centrály Správy železnic“ na pražském Smíchově, která pojme všechny útvary a zaměstnance generálního ředitelství, celkem 1300 zaměstnanců. Samotná stavba centrály vyjde na 1,95 miliardy korun. Zahájení stavebních prací je naplánováno na rok 2024 a dokončení v roce 2026.

### Organizační uspořádání
- Úsek náměstka GŘ pro ekonomiku (EN)
  - Centrum sdílených služeb (CSS) (sídlo: Pernerova 2819/2a, 130 00 Praha 3)
  - SŽ Facility (SŽF) (sídlo: Dlážděná 1003/7,  110 00 Praha1) - vznik 1.10.2023
- Úsek náměstka GŘ pro modernizaci dráhy (NMD)
  - Stavební správa západ (sídlo: Sokolovská 278/1955, Praha 9)
  - Stavební správa východ (sídlo: Nerudova 1, Olomouc)
- Úsek náměstka GŘ pro provozuschopnost dráhy (NPS)
  - Centrum telematiky a diagnostiky (CTD) (sídlo: Malletova 2363/10, 190 00 Praha 9 – Libeň, muzeum v Děčíně a v Hradci Králové)
  - Hasičský záchranný sbor (HZS) (Chodovská 1430/3a, 141 00, Praha 4, 12 jednotek požární ochrany JPO a 2 požární stanice PS)
  - Správa železniční geodézie (SŽG) (Václavkova 169/1, 160 00 Praha 6, 8 územních pracovišť)
- Úsek náměstka GŘ pro řízení provozu (NŘP)
  - Centrální dispečerské pracoviště Praha (CDP Praha) (V Trianglu 2474, 180 00 Praha 9 – Libeň)
  - Centrální dispečerské pracoviště Přerov (CDP Přerov) (Tovární 3286, 750 02 Přerov)

Přímo generálnímu řediteli podléhají:
- Správa železničních informačních technologií (SŽT) (V Celnici 10, Praha 1) – vznik 1. 4. 2022 sloučením odboru informatiky z GŘ (O22) a lokálních informatiků z OŘ
- 6× oblastní ředitelství (OŘ): OŘ Brno, OŘ Hradec Králové, OŘ Ostrava, OŘ Plzeň, OŘ Praha, OŘ Ústí nad Labem

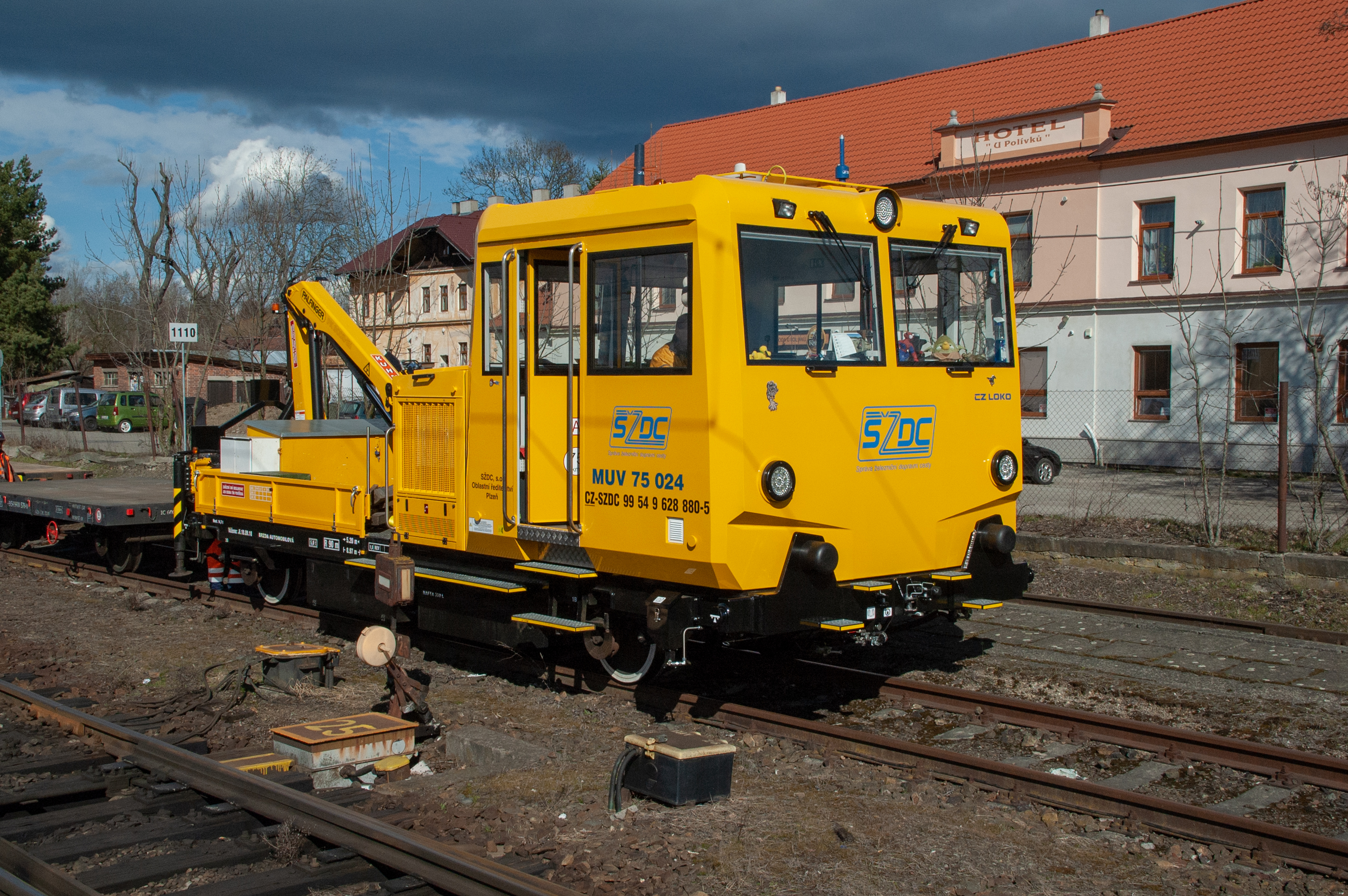
Technické vozidlo Správy železniční dopravní cesty

Jednotlivá oblastní ředitelství se člení na aparát ředitelství, odborné správy a odbory a provozní obvody. Odborné správy zpravidla jsou:
- správa elektrotechniky a energetiky
- správy sdělovací a zabezpečovací techniky
- správa mostů a tunelů
- správa pozemních staveb
- správa obchodních činností
- správy tratí

Oficiálním sídlem a hlavní budovou Správy železnic je palác čp. 1003 na rohu Dlážděné a Hybernské ulice v Praze na Novém Městě, přes křižovatku proti budově Masarykova nádraží. Po dokončení rekonstrukce nádraží Praha- Smíchov se sídlo organizace přesune do nově vybudovaných administrativních prostor navazujících na tuto stanici, které vzniknou v ulici Nádražní.

### Vývoj organizačního uspořádání
Pro správu nádraží bylo údajně v rámci organizační struktury vytvořeno 6 regionálních správ osobních nádraží (SON), a to v Praze, Plzni, Ústí nad Labem, Hradci Králové, Olomouci a Brně. V organizačním schématu k 1. listopadu 2018 však takové organizační jednotky nejsou zmíněny. Správy osobních nádraží, vzniklé v létě 2016, byly zhruba v první polovině roku 2018 pod vedením generálního ředitele Jiřího Svobody bez větší publicity sloučeny do oblastních ředitelství.
Na začátku dubna 2018 byla sloučena finanční účtárna na jediné pracoviště na hlavním nádraží v Praze. Generální ředitel v červnu 2018 plánoval do konce roku 2018 ze všech organizačních jednotek postupně vyčlenit veškeré finanční účtárny a vytvořit dvě centra, jedno na hlavním nádraží v Pardubicích a druhé v olomoucké Nerudově ulici.
K 1. dubnu 2020 došlo ke sloučení dvou správ železniční geodézie se sídly v Praze a v Olomouci do jedné se sídlem v Praze. Dále došlo k zániku Správy železniční energetiky a přeměny Technické ústředny dopravní cesty na Centrum telematiky a diagnostiky. Centrum sdílených služeb se přesunulo z pravomoce generálního ředitele (GŘ) do pravomoce náměstka GŘ pro ekonomiku a Hasičský záchranný sbor se přesunul do pravomoce náměstka GŘ pro provozuschopnost dráhy.[zdroj?]